# Éderson dos Santos
Éderson José dos Santos Lourenço da Silva (Campo Grande, Mato Grosso del Sur, 7 de julio de 1999) es un futbolista brasileño. Juega de centrocampista y su equipo es el Atalanta B. C. de la Serie A.

## Trayectoria
Nacido en Campo Grande, Mato Grosso del Sur, Éderson comenzó su carrera en el Desportivo Brasil del Campeonato Paulista A3.
El 15 de julio de 2018, fue enviado a préstamo al Cruzeiro, club donde detutó en el Campeonato Brasileño de Serie A y a mediados del 2019 fue fichado por el club. El 5 de septiembre de 2018, Éderson debutó en el empate 1-1 contra el Botafogo. Entró en el minuto 30 del segundo tiempo, sustituyendo a Thiago Neves.
En 2019, Éderson fue uno de los pocos puntos fuertes de la desastrosa racha del equipo en el Campeonato Brasileño, descendiendo a la Serie B en el puesto 17 con 36 puntos en 38 jornadas. En 21 partidos de la competición, marcó dos goles. Éderson dejó Cruzeiro y firmó un acuerdo de rescisión de contrato. Con este acuerdo, desistió de la demanda contra el club ante el Tribunal Laboral. El contrato de Éderson estaba vigente hasta agosto de 2023. Con el Cruzeiro, Éderson jugó 27 partidos y marcó dos goles.
Luego de dos años en Cruzeiro, fichó por el S. C. Corinthians. Debutó el 7 de marzo, en un empate 1-1 contra el Novorizontino, válido para el Campeonato Paulista, entrando en el minuto 22 del segundo tiempo, en sustitución de Gabriel. Marcó su primer gol con el club paulista el 26 de julio, en una victoria por 2-0 contra el Oeste, también válida para el Campeonato Paulista. Vistiendo la camiseta blanquinegro, participó en 25 partidos, ganando 10, empatando 7 y perdiendo 8, y anotando tres goles.
Éderson se incorporó al Fortaleza el 1 de marzo de 2021, firmando un contrato de préstamo hasta el final de la temporada. Debutó con el Leão do Pici el 10 de marzo, en una victoria por 2-0 contra el Atlético Cearense, por el Campeonato Cearense. Marcó su primer gol con el club nordestino el 27 de marzo, en una victoria por 2-1 contra el 4 de Julho, por la Copa do Nordeste. Con el club cearense, el centrocampista disputó 58 partidos, marcó tres goles y dio tres asistencias a lo largo de la temporada.
El 30 de enero de 2022 fichó por la U. E. Salernitana de la Serie A de Italia. Fichado procedente del Corinthians por 6,5 millones de euros. El contrato es válido hasta 2026. El 13 de febrero, hizo su debut en la Serie A con la Granata en un empate 1-1 como visitante contra el Genoa. Marcó su primer gol el 16 de abril en una victoria por 1-2 en Sampdoria. En el club italiano, el deportista jugó 15 partidos, marcó dos goles y dio una asistencia durante su etapa en la Serie A.
La siguiente temporada, el 6 de julio de 2022, firmó contrato con el Atalanta B. C. Fue vendido a Atalanta por 15 millones de euros. Hizo su debut con Orobici el 28 de agosto, en la segunda mitad de una victoria por 1-0 en Hellas Verona. El 15 de enero de 2023, marcó su primer gol para Orobici, anotando uno de los goles en una victoria por 8-2 contra su antiguo club Salernitana.
2023-24, fue su mejor temporada en suelo italiano, ayudó en el primer título continental del Atalanta y en total, alcanzó la marca de siete goles en 53 partidos jugados. Éderson destaca por sus estadísticas ofensivas. En la temporada 2024/2025, disputó 49 partidos con el Atalanta, sumando 3839 minutos de juego. Durante ese periodo, marcó cinco goles, cuatro en la liga italiana y uno en la UEFA Champions League. También dio una asistencia en el principal torneo nacional.

## Selección nacional
En octubre de 2018 fue citado por la selección sub-20 de Brasil para dos encuentros amistosos contra Chile el 13 y 15 de ese mes. Debutó en el segundo encuentro.
El 8 de junio de 2024 se estrenó con la selección absoluta saliendo de titular en un amistoso frente a México que ganaron por tres a dos y que servía de preparación para la Copa América 2024.

### Participaciones en Copa América
| Copa              | Sede           | Resultado        | Partidos | Goles |
| ----------------- | -------------- | ---------------- | -------- | ----- |
| Copa América 2024 | Estados Unidos | Cuartos de final | 1        | 0     |

## Estadísticas

### Clubes
Actualizado al último partido disputado el 25 de mayo de 2025.
| Club                            | Div.          | Temporada     | Liga  | Liga  | Liga estatal | Liga estatal | Copas nacionales | Copas nacionales | Copas internacionales | Copas internacionales | Total | Total |
| Club                            | Div.          | Temporada     | Part. | Goles | Part.        | Goles        | Part.            | Goles            | Part.                 | Goles                 | Part. | Goles |
| ------------------------------- | ------------- | ------------- | ----- | ----- | ------------ | ------------ | ---------------- | ---------------- | --------------------- | --------------------- | ----- | ----- |
| Desportivo Brasil · Brasil      | A3            | 2017          | 0     | 0     | 9            | 1            | ―                | ―                | ―                     | ―                     | 9     | 1     |
| Desportivo Brasil · Brasil      | Total club    | Total club    | 0     | 0     | 9            | 1            | 0                | 0                | 0                     | 0                     | 9     | 1     |
| Cruzeiro E. C. · Brasil         | 1.ª           | 2018          | 5     | 0     | 0            | 0            | ―                | ―                | ―                     | ―                     | 5     | 0     |
| Cruzeiro E. C. · Brasil         | 1.ª           | 2019          | 21    | 2     | 0            | 0            | 1                | 0                | 0                     | 0                     | 22    | 2     |
| Cruzeiro E. C. · Brasil         | Total club    | Total club    | 27    | 2     | 0            | 0            | 1                | 0                | 0                     | 0                     | 27    | 2     |
| S. C. Corinthians · Brasil      | 1.ª           | 2020          | 16    | 0     | 7            | 3            | 2                | 0                | ―                     | ―                     | 25    | 3     |
| S. C. Corinthians · Brasil      | Total club    | Total club    | 16    | 0     | 7            | 3            | 2                | 0                | 0                     | 0                     | 25    | 3     |
| Fortaleza E. C. · Brasil        | 1.ª           | 2021          | 34    | 1     | 14           | 2            | 10               | 0                | ―                     | ―                     | 58    | 3     |
| Fortaleza E. C. · Brasil        | Total club    | Total club    | 34    | 1     | 14           | 2            | 10               | 0                | 0                     | 0                     | 58    | 3     |
| U. S. Salernitana 1919 · Italia | 1.ª           | 2021-22       | 15    | 2     | ―            | ―            | ―                | ―                | ―                     | ―                     | 15    | 2     |
| U. S. Salernitana 1919 · Italia | Total club    | Total club    | 15    | 2     | 0            | 0            | 0                | 0                | 0                     | 0                     | 15    | 2     |
| Atalanta B. C. · Italia         | 1.ª           | 2022-23       | 35    | 1     | ―            | ―            | 2                | 0                | ―                     | ―                     | 37    | 1     |
| Atalanta B. C. · Italia         | 1.ª           | 2023-24       | 36    | 6     | ―            | ―            | 5                | 0                | 12                    | 1                     | 53    | 7     |
| Atalanta B. C. · Italia         | 1.ª           | 2024-25       | 37    | 4     | ―            | ―            | 2                | 0                | 10                    | 1                     | 49    | 5     |
| Atalanta B. C. · Italia         | Total club    | Total club    | 108   | 11    | 0            | 0            | 9                | 0                | 22                    | 2                     | 139   | 13    |
| Total carrera                   | Total carrera | Total carrera | 199   | 16    | 30           | 6            | 22               | 0                | 22                    | 2                     | 273   | 24    |
| 1. 2.                           |               |               |       |       |              |              |                  |                  |                       |                       |       |       |

## Palmarés

### Títulos estatales
| Título              | Club            | Estado       | Año  |
| ------------------- | --------------- | ------------ | ---- |
| Campeonato Mineiro  | Cruzeiro E. C.  | Minas Gerais | 2019 |
| Campeonato Cearense | Fortaleza E. C. | Ceará        | 2021 |

### Títulos internacionales
| Título                 | Equipo         | Sede   | Año  |
| ---------------------- | -------------- | ------ | ---- |
| Liga Europa de la UEFA | Atalanta B. C. | Dublín | 2024 |